# Audiència (Tarragona)
L'Audiència és una obra de Tarragona protegida com a Bé Cultural d'Interès Local.

## Descripció
Edifici públic de caràcter monumental que ocupa una illa sencera de cases. Consta d'una façana principal (carrer La Popular), dues façanes secundàries amb el mateix tractament (Av. del President Lluís Companys i plaça d'Orleans) i una façana més senzilla (Josep Irla). Edifici de caràcter administratiu que actualment és l'Audiència Provincial. Consta de sotobanc, planta baixa i cinc plantes. Als alçats predomina la zona central recalcada amb porta d'accés a la part central. El ritme de les obertures és ascendent amb un tractament de l'últim pis semblant a una galeria. Les finestres presideixen gairebé tot l'edifici. El coronament és molt senzill, sense cornisa. El sistema constructiu és pedra aplacada amb una estructura de formigó armat.